# Microhelia
Microhelia là một chi bướm đêm thuộc họ Noctuidae.

## Loài
- Microhelia angelica (Smith, 1900)